# San Cristóbal la Vega
San Cristóbal la Vega är en ort i Mexiko.   Den ligger i kommunen San Juan Bautista Valle Nacional och delstaten Oaxaca, i den sydöstra delen av landet, 400 km sydost om huvudstaden Mexico City. San Cristóbal la Vega ligger 66 meter över havet och antalet invånare är 474.
Terrängen runt San Cristóbal la Vega är kuperad söderut, men norrut är den bergig. San Cristóbal la Vega ligger nere i en dal. Runt San Cristóbal la Vega är det ganska glesbefolkat, med 28 invånare per kvadratkilometer. Närmaste större samhälle är San Juan Bautista Valle Nacional, 8,5 km väster om San Cristóbal la Vega. I omgivningarna runt San Cristóbal la Vega växer huvudsakligen savannskog.